# Tadeusz Lubelski

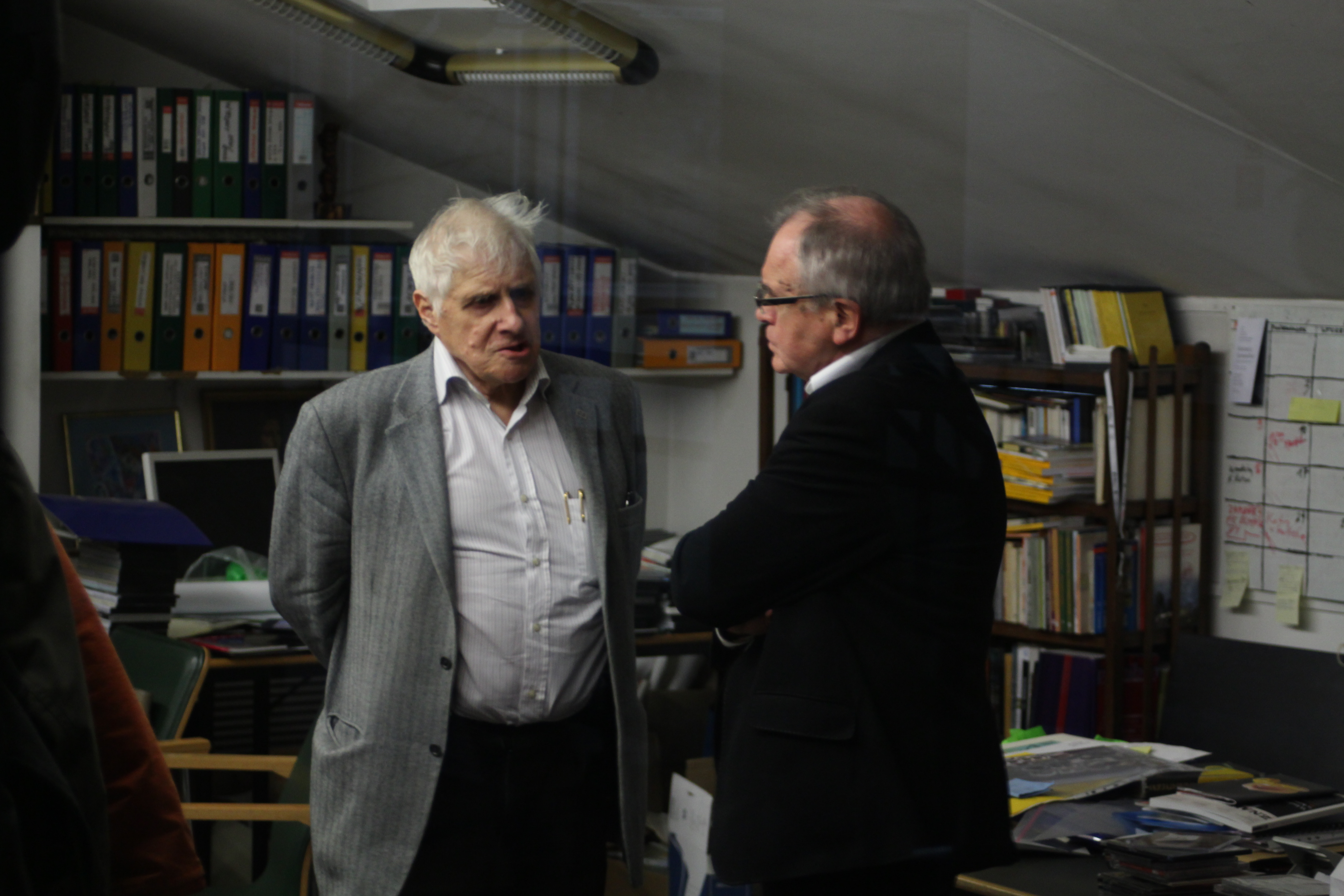
Tadeusz Lubelski (po prawej) w rozmowie z Jerzym Vetulanim, 2014

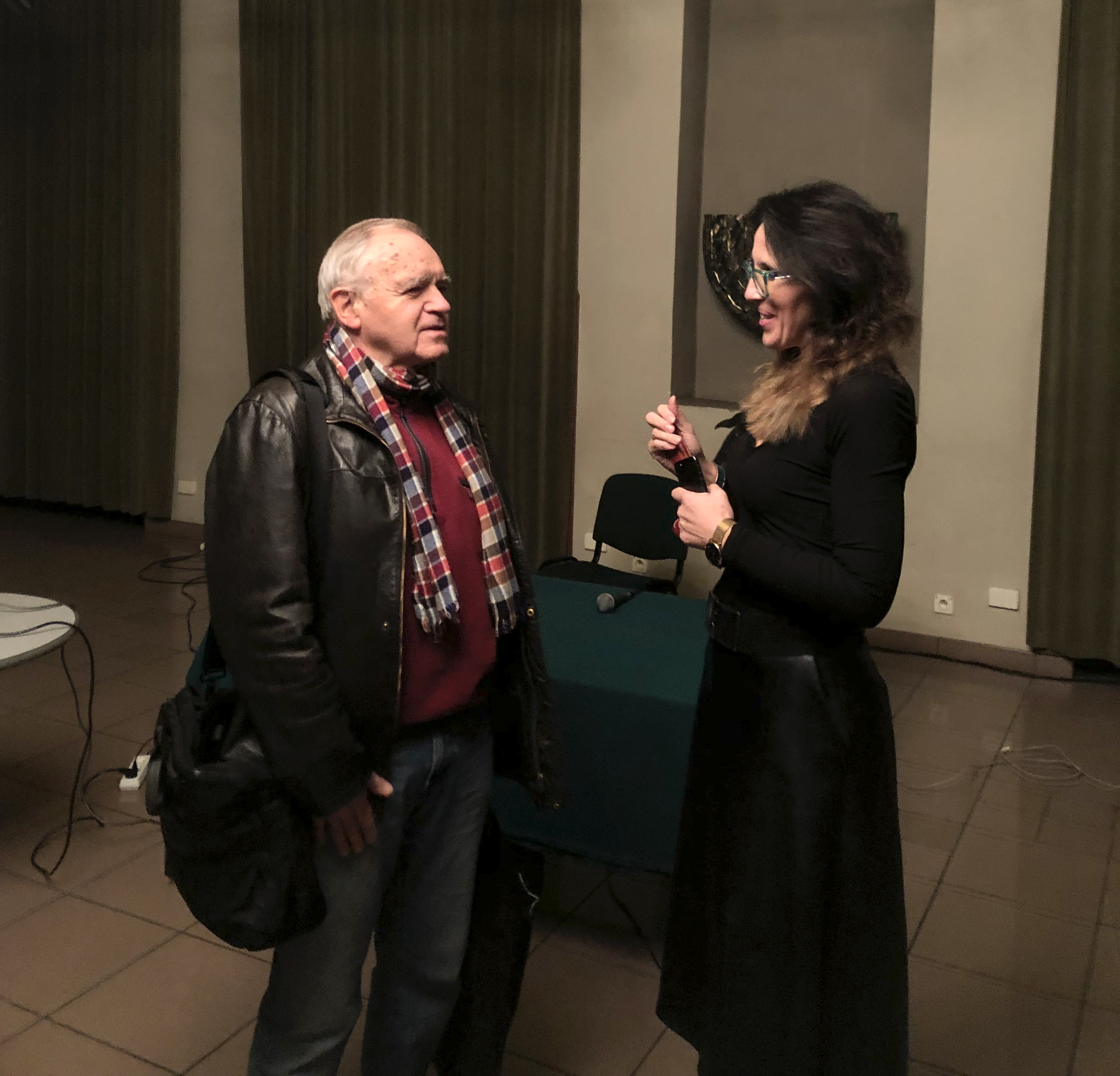
Tadeusz Lubelski (z lewej) w rozmowie z Katarzyną Kubisiowską, 2022

Tadeusz Lubelski (ur. 1 lipca 1949 w Gliwicach) – polski teoretyk i historyk filmu, krytyk filmowy i tłumacz specjalizujący się w historii kinematografii polskiej i francuskiej, profesor nauk humanistycznych, członek Europejskiej Akademii Filmowej i Polskiej Akademii Filmowej. Od 1994 zastępca redaktora naczelnego miesięcznika Kino, w latach 1995–2001 dyrektor programowy Krakowskiego Festiwalu Filmowego, w latach 2008–2012 dyrektor Instytutu Sztuk Audiowizualnych Uniwersytetu Jagiellońskiego. Autor i redaktor szeregu publikacji, w tym pierwszej polskiej tematycznej Encyklopedii kina oraz rozległej i kompleksowej serii Historia kina.

## Życiorys
Urodził się w rodzinie pochodzącej ze Lwowa. W 1971 ukończył studia polonistyczne na Uniwersytecie Jagiellońskim. W latach 1971–1973 pracował jako asystent na macierzystej uczelni. W latach 1973–1981 był pracownikiem Uniwersytetu Śląskiego. Tam w 1979 obronił pracę doktorską pod tytułem Poetyka powieści i filmów Tadeusza Konwickiego.
W latach 1981–1984 był kierownikiem Zakładu Filmu i TV Uniwersytetu Jagiellońskiego. Następnie pracował na UJ jako adiunkt (1984–1992). W latach 1989–1993 był lektorem języka polskiego na Sorbonie. W 1993 uzyskał na Wydziale Filologicznym Uniwersytetu Jagiellońskiego stopień naukowy doktora habilitowanego nauk humanistycznych w zakresie nauk o sztuce na podstawie rozprawy pod tytułem Strategie autorskie w polskim filmie fabularnym lat 1945–1961.
W 2002 otrzymał tytuł profesora nauk humanistycznych. Od 2002 był zastępcą dyrektora, a w latach 2008–2012 dyrektorem Instytutu Sztuk Audiowizualnych UJ. Po odejściu z funkcji dyrektora pozostał pracownikiem Instytutu. Specjalizuje się w historii filmu polskiego oraz w historii kinematografii europejskich, a zwłaszcza kina francuskiego. Jest redaktorem pierwszej polskiej tematycznej Encyklopedii kina (wyd. I – 2003, wyd. II – 2010) oraz współredaktorem serii Historia kina, złożonej z czterech tomów: Kino nieme (2009), Kino klasyczne (2011), Kino epoki nowofalowej (2015), Kino końca wieku (2019).
Był promotorem dwudziestu prac doktorskich, a także recenzentem ponad dwudziestu prac doktorskich i habilitacyjnych. Wśród wypromowanych przez niego doktorów byli m.in. Krzysztof Kornacki (2003), Piotr Marecki (2007), Marcin Maron (2009) i Maciej Stroiński (2013). Pod jego kierunkiem w 1995 magisterium uzyskała Katarzyna Kubisiowska.
W 1994 roku został zastępcą redaktora naczelnego miesięcznika Kino. Jest członkiem rady redakcyjnej Kwartalnika Filmowego. Współpracował jako recenzent z Tygodnikiem Powszechnym. Jest członkiem Komitetu Nauk o Sztuce PAN, w latach 2007–2011 był jego przewodniczącym. Od 2011 jest członkiem Centralnej Komisji ds. Stopni i Tytułów. Jest członkiem Rady Naukowej Instytutu Sztuki PAN i Rady Naukowej Polskiego Słownika Biograficznego.
Jest członkiem Zarządu Samodzielnej Sekcji Piśmiennictwa Filmowego przy Stowarzyszeniu Filmowców Polskich. Od 1995 był przewodniczącym jury Ogólnopolskiego Konkursu Wiedzy o Filmie dla Młodzieży Szkół Średnich (następnie ponadgimnazjalnych). W latach 1995–2001 i 2006 był dyrektorem programowym Krakowskiego Festiwalu Filmowego, a następnie przewodniczył Radzie Programowej KFF. W 2006 został wybrany na członka Europejskiej Akademii Filmowej. Został wybrany także na członka Polskiej Akademii Filmowej.
W ankiecie zorganizowanej w 2015 przez Muzeum Kinematografii w Łodzi wskazał Osiem i pół Federico Felliniego jako największy film w historii, zaś Jak daleko stąd, jak blisko Tadeusza Konwickiego jako największy film polski.
30 maja 2025 ministra kultury i dziedzictwa narodowego Hanna Wróblewska powołała go na członka Rady Programowo-Naukowej Filmoteki Narodowej – Instytutu Audiowizualnego.

## Wybrane publikacje
- Poetyka powieści i filmów Tadeusza Konwickiego (1984)
- Strategie autorskie w polskim filmie fabularnym lat 1945–1961 (1992, II wyd. 2000)
- Kino Krzysztofa Kieślowskiego (1997)
- Nowa Fala. O pewnej przygodzie kina francuskiego (2000)
- Encyklopedia kina (2003) – redaktor
- Odwieczne od nowa. Wielkie tematy w kinie przełomu wieków (2004)
- Historia kina polskiego (2006) – redaktor
- Wajda (2006)
- Historia kina polskiego. Twórcy, filmy, konteksty (2008)
- Historia kina. Tom 1. Kino nieme (2009) – redaktor, wraz z Rafałem Syską i Iwoną Sowińską
- Historia kina. Tom 2. Kino klasyczne (2011) – redaktor, wraz z Rafałem Syską i Iwoną Sowińską
- Historia niebyła kina PRL (2012)
- Historia kina. Tom 3. Kino epoki nowofalowej (2015) – redaktor, wraz z Rafałem Syską i Iwoną Sowińską
- Historia kina. Tom 4. Kino końca wieku (2019) – redaktor, wraz z Rafałem Syską i Iwoną Sowińską

## Nagrody i wyróżnienia
- Nagroda Ministra Edukacji Narodowej (2002)
- Nagroda Krakowska Książka Miesiąca za publikację Encyklopedia kina (2003)[5]
- Nagroda PISF dla najlepszej książki filmowej roku za książkę Historia kina polskiego. Twórcy, filmy, konteksty (2009)
- Nagroda ZAiKS-u im. Krzysztofa Teodora Toeplitza (2011)[6]
- Nagroda im. Bolesława Michałka za najlepszą książkę filmową lat 2011–2012 za Historię niebyłą kina PRL
- nominacja do Nagrody Literackiej Nike 2013 za Historię niebyłą kina PRL[7]